# Harold Cherniss
Harold Fredrik Cherniss (11 mars 1904 - 18 juin 1987) est historien de la philosophie et helléniste américain. Alors professeur à l'Institute for Advanced Study de Princeton, il est considéré comme « le plus grand expert de Platon et d'Aristote de tous les États-Unis. ».
Selon Leonardo Tarán au sujet de Cherniss, « sa plus grande contribution à l'érudition est sans aucun doute ses deux livres sur Aristote, complétés par The Riddle of the Early Academy (« L'énigme de la première Académie ») … ses ouvrages publiés sur Platon, Aristote et l'Académie sont parmi les très rares publications qui ont révolutionné le domaine. ... Son importance a été reconnue dans le monde entier, non seulement par les classiques et les philosophes, mais aussi par les sociétés savantes dont il était membre et les diverses universités qui lui ont décerné des diplômes honorifiques. ».
L'apport de Cherniss au savoir universitaire continue de façonner l'étude de la philosophie grecque de plusieurs manières significatives :
- On se souvient de Cherniss comme d'un champion de l'unitarisme platonicien, l'affirmation selon laquelle les dialogues de Platon présentent un système philosophique unique, cohérent et immuable.
- Cherniss « est révolutionnaire dans l'étude de la philosophie présocratique »[3] , stimulant les histoires révisionnistes des premiers débuts de la pensée européenne en montrant que les nombreux rapports d'Aristote se révèlent souvent peu fiables et déformés par ses propres objectifs polémiques.
- Cherniss attaque les affirmations d'Aristote selon lesquelles Platon avait des « doctrines non écrites » ésotériques et a développé une ontologie mathématique fondée sur deux principes opposés. Cette interprétation ésotérique de Platon est ensuite ressuscitée par ce qu'on appelle l'école de Tübingen, dénoncée dans une revue influente de Grégoire Vlastos qui cite à plusieurs reprises Cherniss. Le scepticisme de Cherniss et de Vlastos à l'égard du Platon ésotérique reste dominant parmi les universitaires anglophones et contribue à la scission continue avec de nombreuses études européennes sur Platon.
- Cherniss se moque des reconstructions fantaisistes et grandioses faites par d'autres chercheurs sur les prétendues conférences et le programme de l'Académie de Platon, et crée une retenue durable dans les images savantes de la première Académie.

Avant et après la Seconde Guerre mondiale, diverses circonstances viennent se greffer à la carrière de Cherniss et de son ami Robert Oppenheimer, directeur du projet Manhattan qui développera plus tard les bombes atomiques larguées sur Hiroshima et Nagasaki. Oppenheimer est ensuite soupçonné d'être un espion soviétique et a perdu son accréditation de sécurité lors du scandale national qui s'ensuit. Cherniss joue un rôle clé en aidant Oppenheimer à conserver son poste de directeur de l'Institute for Advanced Study.

## Biographie

### Du Missouri à Berkeley

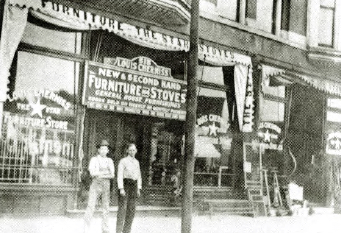
Un parent d'Harold Cherniss, Louis Cherniss, possède un magasin de meubles en Iowa, de l'autre côté de la rivière Missouri depuis Omaha (Nebraska).

L'arrière-grand-père de Harold Cherniss, Julius Cherniss, arrive à Omaha (Nebraska), en 1882 avec 160 immigrants juifs de Vinnytsia en Ukraine, alors partie intégrante de l'empire russe. 
Fils de David B. et Theresa C. Tcherniss, Harold Cherniss naît à Saint Joseph, dans le Missouri, et étudie à l'Université de Californie à Berkeley, où il obtient une licence (A.B.) en 1925,. À l'été 1926, il suit les cours de Paul Shorey, un éminent spécialiste de Platon, à l'Université de Chicago.

### Une année cruciale en Allemagne

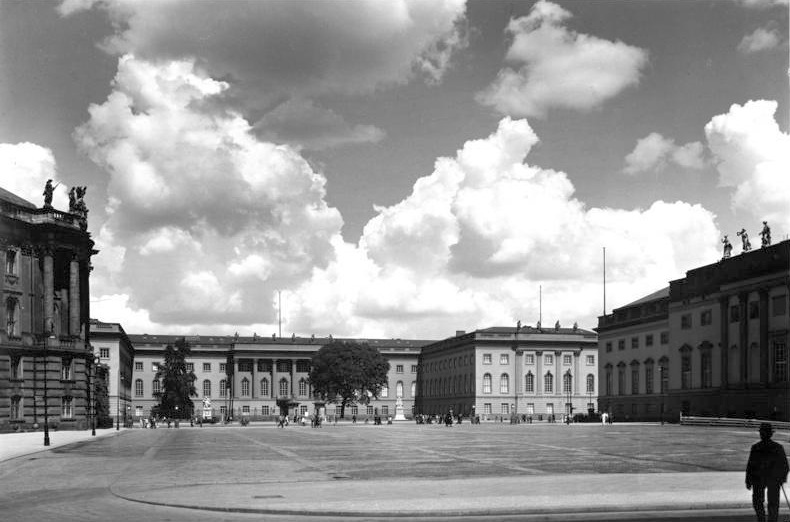
Université de Berlin

De 1927 à 1928, Cherniss étudie avec certains des plus grands noms allemands des études classiques de l'époque : à Göttingen avec Hermann Fränkel et à Berlin avec Werner Jaeger et Wilamowitz-Moellendorff. Cherniss arrive ainsi au milieu d'une période (1924-1929) connue en Allemagne sous le nom d'âge d'or (allemand : Goldene Zwanziger) de la république de Weimar de gauche, au cours de laquelle l'économie est en croissance accompagnée d'une diminution conséquente des troubles civils. Il s'agit d'années relativement calmes entre l’hyperinflation de 1921-24 et la prise du pouvoir par les nazis en 1933. Les années 1920 ont vu une renaissance culturelle remarquable en Allemagne. Influencés par la brève explosion culturelle de l’Union soviétique, littérature, cinéma, théâtre, jazz, art et architecture allemands se trouvaient au milieu d’une phase de grande créativité. C'est également une époque révolutionnaire dans les études classiques et la philosophie. En 1923, Werner Jaeger avait publié son célèbre ouvrage Aristoteles: Grundlegung einer Geschichte seiner Entwicklung (« Aristote : Fondements pour l'histoire de son développement »). En 1927, Martin Heidegger avait publié Sein und Zeit (« Être et Temps »).

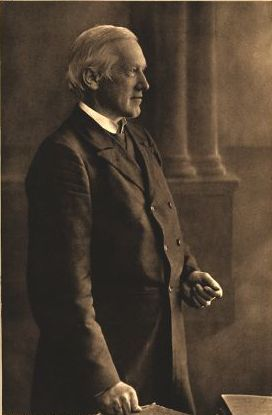
Ulrich von Wilamowitz-Moellendorff ; de Rudolf Dührkoop

Alors que Cherniss étudie en Allemagne, une campagne électorale cruciale divise les forces modérées et centristes. En 1927, la coalition gouvernementale qui comprend à la fois le Parti populaire national allemand de gauche et l'antisémite, précurseur du Parti national-socialiste de Hitler, se sépare et précipite une nouvelle élection que les partis démocrates de droite semblent remporter. Même si les implications ne sont pas toutes apparentes pendant le séjour de Cherniss en Allemagne, les élections dont il est témoin s' avérent un tournant clé qui fatalement affaiblit les forces modérées et démocrates en Allemagne et ouvre la voie à la montée du nazisme quelques années plus tard.

Un visiteur à Princeton rencontre Harold Cherniss plusieurs années plus tard et rapporte que :
(…) nous avons réussi à parler de Wilamowitz… [Cherniss] a déclaré que Wilamowitz pimentait ses cours de remarques sur la situation politique en Allemagne et que ses étudiants applaudissaient en tapant bruyamment du pied sur le sol. Les remarques étaient d’une telle nature qu’elles ont amené Cherniss à développer une intense aversion pour cet homme. Je ne me souviens pas comment il a qualifié ces remarques, mais la description par Solmsen du prisme prussien antidémocratique, anticatholique et antisémite à travers lequel Wilamowitz considérait l'Allemagne de Weimar expliquerait l'antipathie de Cherniss.

### Les cours d'avant-guerre et Arthur O. Lovejoy

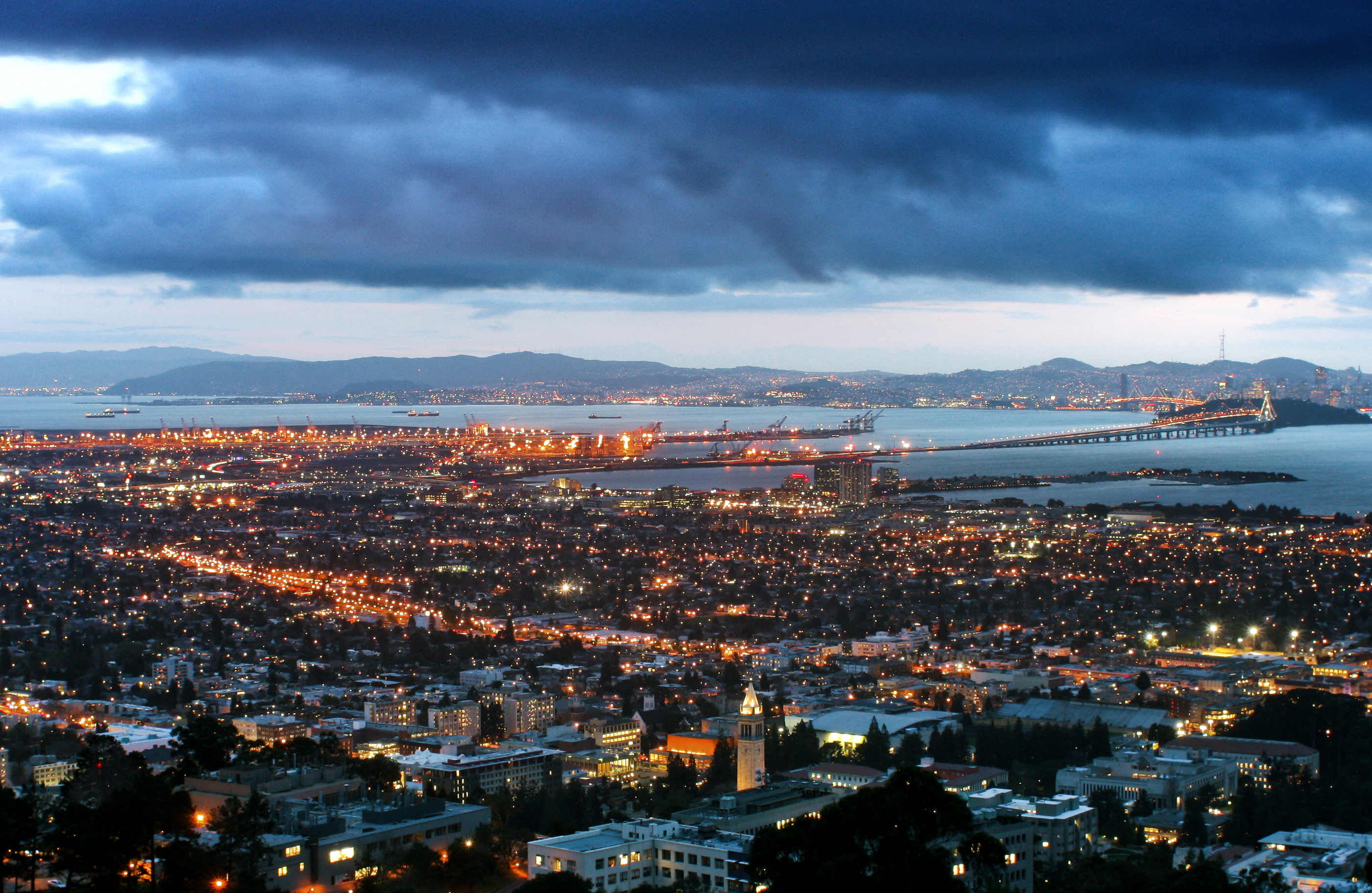
L'Université de Californie à Berkeley est marquée par la Sather Tower (1914) au premier plan. Le pont traverse la baie jusqu'à San Francisco.

Cherniss obtient son doctorat de Berkeley en grec ancien, latin et sanskrit en 1930,. Il enseigne ensuite le grec à l'Université Cornell de 1930 à 1933, suivi de dix années d'enseignement à l'Université Johns Hopkins et d'un retour à l'Université de Californie avant la guerre. Un collègue de Berkeley fait remarquer : « Il est un platonicien à la fois  en tant qu'universitaire et que penseur... ». Il épouse Ruth Meyer, ancienne camarade de classe à Berkeley,. Cherniss estmembre du Guggenheim en 1941-1942.

Pendant que Cherniss rédige ses trois monographies à Johns Hopkins, l'éminent philosophe Arthur O. Lovejoy promeut une approche influente de « l'histoire des idées » pour étudier les idées philosophiques, une approche qui met l'accent sur la retrace de leur ascendance à travers des périodes historiques successives. Lovejoy fonde un « Club d'histoire des idées » à Johns Hopkins qui comprend Cherniss, ses amis Ludwig Edelstein et George Boas, et quelques autres :
« À l'instar des Apôtres de Cambridge et de la Société métaphysique du siècle dernier, le Club d'Histoire des Idées s'est fixé un triple objectif : le bilan intellectuel, la recherche d'une nouvelle vérité et la « fertilisation croisée » des différents départements et disciplines universitaires. . Plus précisément, elle trouve son origine dans le besoin des penseurs américains après la Première Guerre mondiale de devenir plus conscients du patrimoine culturel dont ils commençaient alors à se sentir les gardiens. ».
Cherniss présente des travaux lors de ses réunions et la préface de l'ouvrage le plus connu de Lovejoy, The Great Chain of Being (« La Grande Chaîne de l'Être ») de 1936, où Lovejoy remercie Cherniss de ses contributions.

### Service auprès du renseignement militaire britannique en Europe
Hitler envahit la Pologne le 1er septembre 1939. En septembre 1941, des groupes de commandos nazis chargés d'éliminer la population juive d'Ukraine massacrent quelque 50 000 personnes à Vinnytsia, ville natale du père de Cherniss. Le Japon lance l'attaque de Pearl Harbor le 7 décembre 1941.

En avril 1942, Cherniss donne les conférences Sather à Berkeley et se porte peu après volontaire pour le service militaire. Il entre dans l'armée américaine en tant que simple soldat et se retrouve à l'étranger en novembre 1942, où il travailla dans le renseignement militaire. Il est affecté à une unité de renseignement britannique en Angleterre, en France et en Belgique et accède au grade de capitaine en trois ans,. Selon George Watt, Cherniss travaille en Belgique immédiatement après la guerre et cherche des informations auprès d'Aline Dumon (surnommée « Michou »), qui remporte des médailles pour son travail clandestin dans le réseau de résistance dit Réseau Comète. Cherniss recherche un jeune homme qui avait trahi des dizaines de milliers de personnes dans la clandestinité belge et française e, collaborant avec l'occupation allemande. Dans une interview de 1985, la résistante se rappelle :
« Après la guerre,… Le lieutenant Harold Cherniss, l'officier du renseignement américain, m'a téléphoné et m'a dit "Michou, tu dois venir vite". Je suis allée au bureau d'Harold et il m'a montré douze petites photos de cartes d'identité et m'a demandé :  "Connaissez-vous ce garçon ? J'ai dit "Oui, [c'est lui]…" Il a dit : "Michou, c'est très important. S'il vous plaît, regardez attentivement." J'ai dit "Pas de problème… [c'est] le même garçon." Il rit. J'ai dit "Que s'est-il passé, Harold ?" "Ce garçon travaille pour les Américains à Nuremberg." Mais pas pour longtemps… [Le garçon] fut jugé et exécuté à Lille en 1945. »,.

### Guerre froide et climat délétère à Berkeley

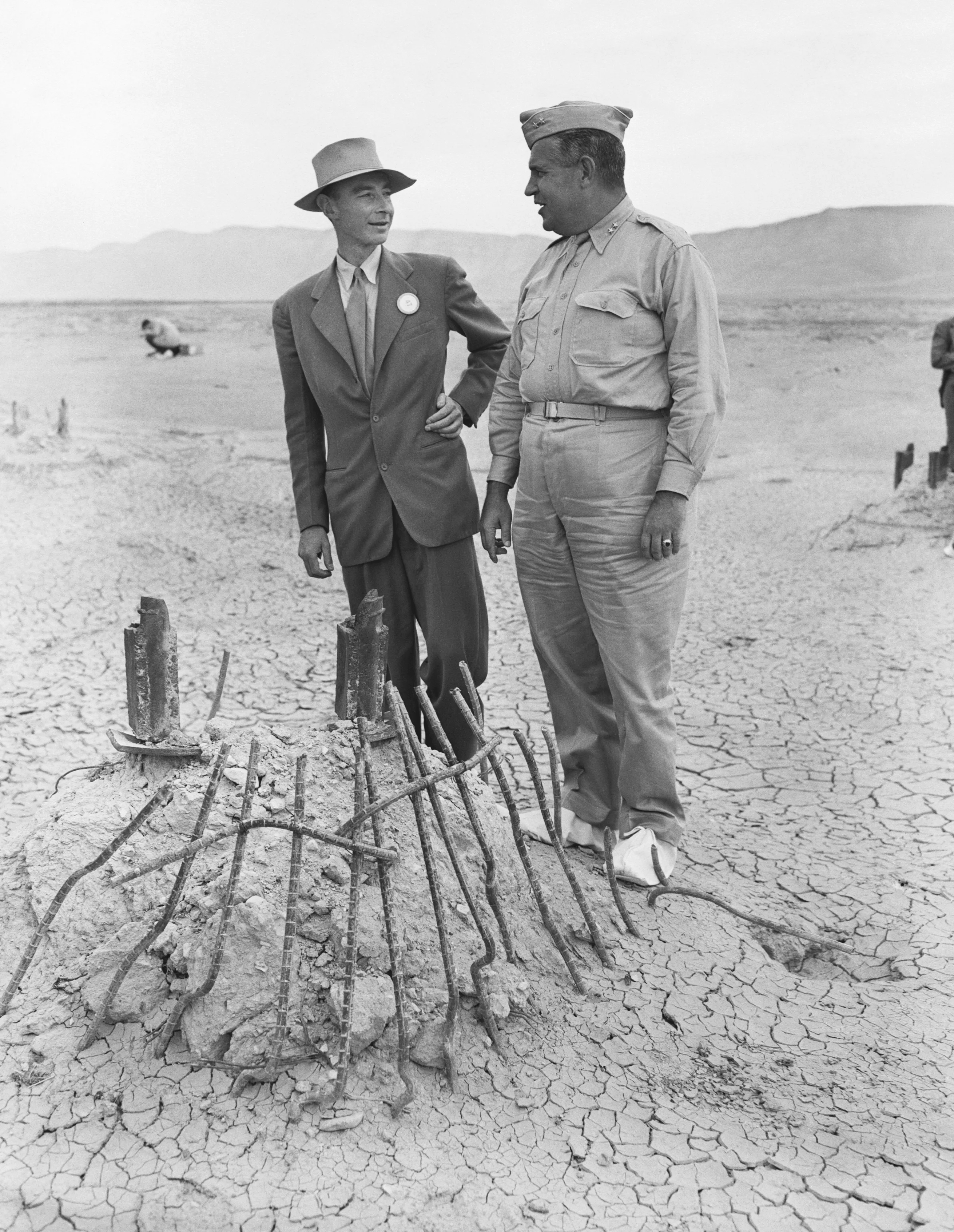
Oppeneheimer et le général Groves examinent le site du premier essai d'une bombe atomique au Nouveau-Mexique en 1945.

En 1946, alors qu'il est encore en Europe, Cherniss accepte l'offre de retourner à Berkeley en tant que professeur de grec. Avec le blocus de Berlin de 1948-1949, la victoire des communistes en Chine et la première bombe atomique soviétique en 1949, l’Amérique et Berkeley sont bientôt prises dans les tensions de la guerre froide. Dans l’inquiétude croissante alimentée par le sénateur Joseph McCarthy et le Comité d'enquête des activités anti-américaines de la Chambre des représentants, dirige en Californie par Jack Tenney, les craintes d’une infiltration des communistes dans les universités américaines s'accroisent. Ces problèmes sont aigus à Berkeley, dont le laboratoire situé dans les collines au-dessus du campus est fortement impliqué dans le développement de la bombe atomique. En septembre 1949, le comité McCarthy ouvre une audience sur une prétendue infiltration communiste du laboratoire, surnommé Rad Lab (« labo à radiations »). Anticipant l'imminence de la future législation californienne dite Levering Act et sur l'impulsion du président des universités californiennes Robert Gordon Sproul, l'administration universitaire de l'État modifie les conditions professorales et se met rapidement à exiger de ses enseignants qu'ils signent un serment de loyauté anticommuniste. Alors que les tensions  montent dans les universités californiennes, Cherniss accepte une offre de l'Institute for Advanced Study à Princeton, dans le New Jersey. Il démissionne de son poste à Berkeley, en Californie : « son mandat là-bas fut écourté par la controverse née de l'exigence de la législature californienne que les fonctionnaires de l'État prêtent serment de loyauté. ».

Bien que de retour sur la côte Est, Cherniss reste impliqué dans ce qui est rapidement devenu un débat national sur les serments de loyauté de Berkeley et la liberté académique. En 1950, la résistance des professeurs de Berkeley se durcit et finalement, quelque 31 membres du corps professoral sont licenciés. Les nouveaux immigrés parmi les professeurs y sont particulièrement opposés : « persécutés par les nazis et forcés de quitter l’Allemagne, ils se méfiaient à juste titre du serment de loyauté comme d’une exigence de conformité de la guerre froide ou, pire, d’une atteinte aux libertés nécessaires dans tout établissement d’enseignement supérieur. ». Cherniss organise une lettre publique de la faculté de l'Institute for Advanced Study en faveur de la liberté académique. Sa lettre est distribuée à la faculté de Berkeley et publiée : 
« Sachant que les recteurs ont licencié des membres de votre faculté contrairement à la recommandation de votre comité sur les privilèges et la titularisation, et que cette action viole la politique de titularisation et le principe d'autodétermination et de responsabilité de la faculté reconnu jusqu'ici par l'Université de Californie, nous vous écrivons à l’unanimité pour vous encourager à vous unir pour défendre vos politiques et principes traditionnels contre l’empiétement. ».
La lettre est signée par Oppenheimer, Cherniss, Albert Einstein, Erwin Panofsky et tant d'autres. Des lettres similaires sont envoyées par Princeton comme d’autres universités.
Parmi les professeurs à Berkeley, il y a le célèbre médiéviste juif allemand, Ernst Kantorowicz, qui a quitté l'Allemagne en 1939 après l'exigence du gouvernement nazi que les fonctionnaires prêtent serment de loyauté à Hitler ; avec l'expérience de l'Allemagne sous les yeux, Kantorowicz, refuse de signer le serment de loyauté de Berkeley et fait partie des premiers professeurs congédiés. Plus tard, en 1951, Cherniss lui suggére de postuler à l'Institute for Advanced Study  et Kantorowicz y obtient un poste permanent. L'ancien collègue de Cherniss à Johns Hopkins, l'helléniste Ludwig Edelstein, qui avait également déménagé à Berkeley après la guerre, refuse de signer le serment de loyauté et  perd son emploi. Il retrouve un poste à Johns Hopkins. En octobre 1952, le serment de loyauté de Berkeley est déclaré inconstitutionnel par la Cour suprême de Californie. L'université reçoit l'ordre de réintégrer tous les professeurs licenciés.

### Princeton et Robert Oppenheimer

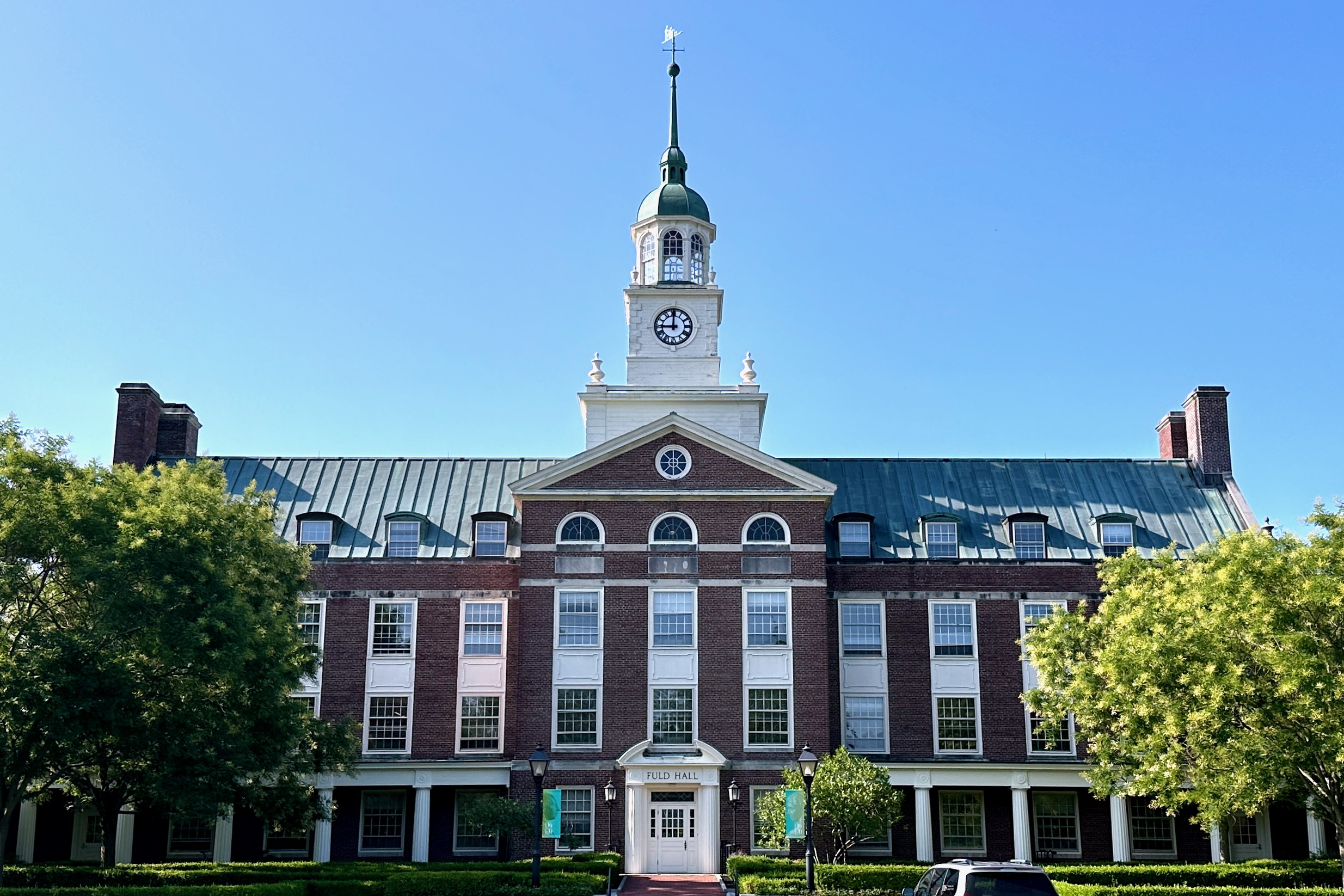
L'Institute for Advanced Study de Princeton, dans le New Jersey.

En 1948, Cherniss démissionne de Berkeley pour rejoindre le corps professoral de l' Institute for Advanced Study de Princeton dans le New Jersey. L'antisémitisme zqt encore répandu à cette époque en Amérique, même dans des universités comme Princeton, mais l'Institut « employait des universitaires sans absolument se soucier de leurs convictions religieuses ou de leur appartenance ethnique ». Cherniss est nommé par son vieil ami Robert Oppenheimer, parfois connu comme le « père de la bombe atomique ».

Cherniss rencontre Oppenheimer pour la première fois à Berkeley en 1929. Harold Cherniss vient d'épouser Ruth Meyer qui a été au lycée avec Oppenheimer à l' Ethical Culture Fieldston School de New York. Autre point commun : Oppenheimer a étudié à Göttingen jusqu'en juillet 1927 et Cherniss y a étudié en 1927-1928. Après la guerre, il y a eu un scandale national à la suite des soupçons selon lesquels Oppenheimer était secrètement un sympathisant communiste. Cherniss rappelle dans une interview ultérieure qu'il existait des preuves avant-guerre de l'intérêt d'Oppenheimer pour le marxisme, mais qu'il les a pris avec désinvolture :
En fait, l’exposition d’Oppenheimer à Marx s’est produite plusieurs années plus tôt, probablement au printemps 1932. Son ami Harold Cherniss se souvient qu'Oppie lui avait rendu visite à Ithaca, New York, ce printemps-là et s'était vanté d'avoir lu Das Kapital. Cherniss s'est contenté de rire ; il ne considérait pas Oppie comme politique mais il savait que son ami lisait beaucoup : « Je suppose que quelque part quelqu'un lui a dit : Tu n'es pas au courant ? Tu ne l'as pas vu ? Alors il a pris ce misérable livre et l'a lu ! "

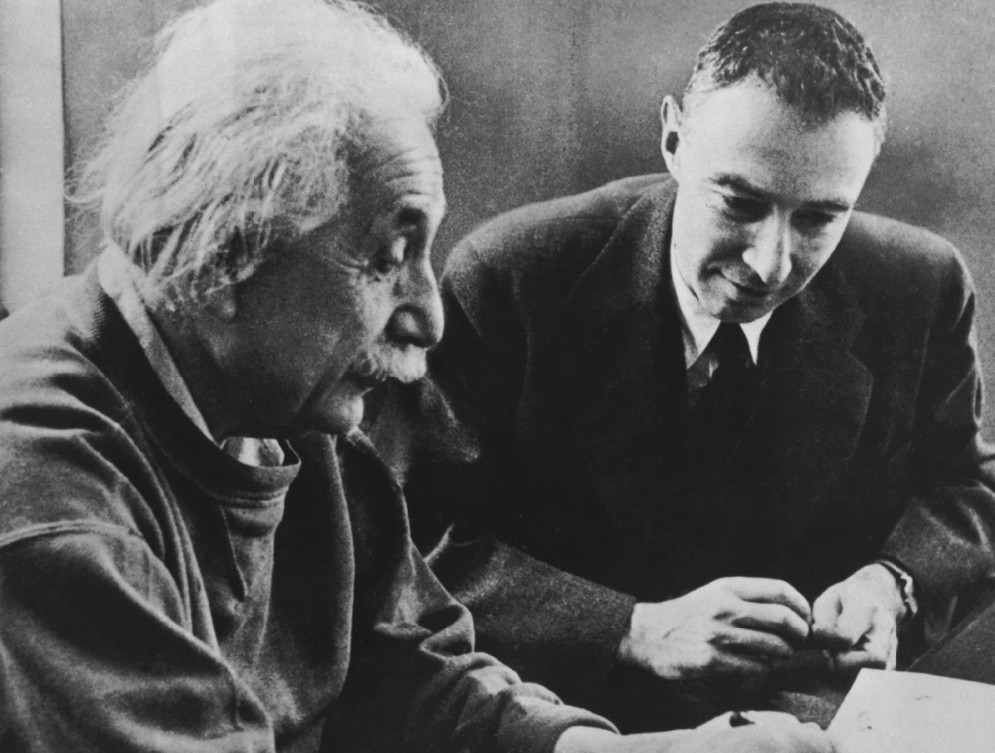
Einstein et Oppenheimer à lInstitute for Advanced Study vers 1950

En juillet 1945, lorsque la première bombe atomique au monde explose lors du test de la Trinité, Oppenheimer est censé avoir cité un dicton de la Bhagavad-Gita : « Maintenant, je suis devenu la mort, le destructeur des mondes ». Oppenheimer avait étudié le sanskrit à Berkeley et c'est Cherniss qui présente Oppenheimer à son professeur de sanskrit, Arthur W. Ryder. Oppenheimer affirme plus tard avoir prononcé ces mots, mais il n'existe aucune preuve contemporaine. En 1945, après Hiroshima et Nagasaki, alors qu'Oppenheimer est devenu l'un des scientifiques les plus en vue du monde, Cherniss le rencontre à Berkeley.
En 1947, Oppenheimer accepte une offre de direction de l'Institute for Advanced Study. Cherniss est le premier membre du corps professoral d'Oppenheimer nommé à l'institut.

### Cherniss et l'affaire Oppenheimer

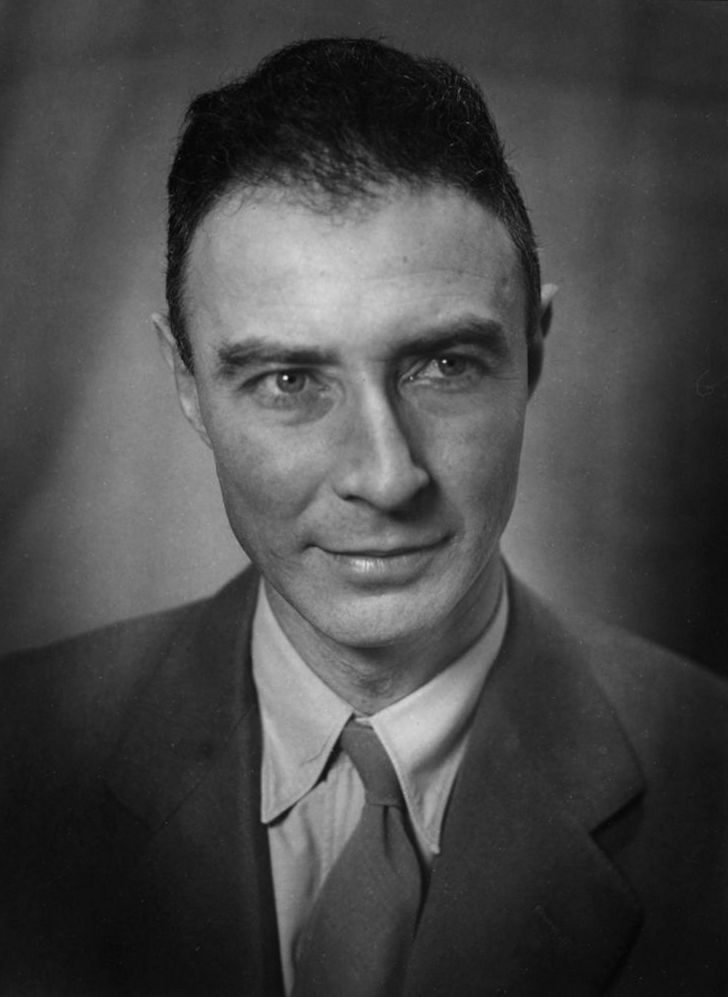
Oppenheimer, déshonoré lors d'une audience controversée de quatre semaines en 1954.

Malgré sa renommée, Oppenheimer s'est fait de nombreux ennemis qui le soupçonnent d'être un sympathisant communiste, voire un espion. Parmi eux, Lewis Strauss, qui était à la fois commissaire de la nouvelle Commission de l'énergie atomique, qui contrôle les usines et le personnel rassemblés pendant la guerre pour produire la bombe atomique, et président du conseil d'administration de l'Institute of Advanced Study. Oppenheimer est appelé à témoigner devant le Comité d'enquête des activités anti-américaines de la Chambre des représentants en 1949. Strauss et d'autres poussent le président Eisenhower à révoquer l'accréditation de sécurité d'Oppenheimer. Une audience suit en avril-mai 1954 et Oppenheimer perd son accréditation de sécurité. Ce scandale national provoque une rupture durable entre les scientifiques américains et les militaires. Les historiens ayant accès aux preuves américaines et russes ont depuis conclu qu'Oppenheimer n'avait jamais été impliqué dans l'espionnage pour le compte de l'Union soviétique et n'avait pas trahi les États-Unis, bien qu'à la fin des années 1930, il soit devenu partisan du Parti communiste.

Après la chute d'Oppenheimer, Cherniss contribue à empêcher son renvoi de l'Institut. Lewis Strauss demande le licenciement d'Oppenheimer :
« En juillet, Strauss a déclaré au FBI qu'il pensait que huit des treize administrateurs de l'Institut étaient prêts à licencier Oppenheimer – mais il a décidé de reporter le vote sur la question à l'automne afin qu'il ne semble pas que Strauss, en tant que président, agissait par vengeance personnelle. . Cela s'est révélé être une erreur de calcul, car le retard a donné aux membres de la faculté le temps d'organiser une lettre ouverte en faveur d'Oppenheimer… Strauss a été contraint de reculer, et plus tard cet automne-là, les administrateurs ont voté pour garder Oppie comme directeur. ».
Selon Bird et Sherwin, « le vieil ami d'Oppenheimer, Harold Cherniss, a pris les devants dans l'organisation de l'effort. Après avoir discuté avec quelques administrateurs, Cherniss s'était rendu compte que le travail d'Oppenheimer était mis en doute. ».

Cherniss et d'autres membres du corps professoral de l'Institute for Advanced Study  publient une lettre ouverte affirmant sa loyauté le jeudi 1er juillet 1954, à la fois dans le New York Times et dans le Herald Tribune et dans le Bulletin of the Atomic Scientists de septembre :
« Nous, qui avons connu [Dr. Oppenheimer], en tant que collègue, directeur de notre propre institut et voisin au sein d'une petite communauté intime, avait dès le début une confiance totale dans sa loyauté envers les États-Unis, sa discrétion dans la garde de ses secrets et son profond souci de la sécurité des États-Unis. sa sécurité, sa force et son bien-être. Notre confiance dans sa loyauté et son dévouement patriotique demeure intacte, tout comme notre admiration pour son magnifique service public demeure inaltérée. ».
Les signataires de cette lettre sont H. F. Cherniss, A. Einstein, Freeman Dyson, K. Gödel, E. Panofsky, J. von Neumann, Hermann Weyl, Chen Ning Yang et d'autres. L'ami proche et collègue de Cherniss, l'historien de l'art Erwin Panofsky, « considérait l'affaire comme un acte d'accusation symbolique et navrant contre la société américaine. Aux yeux de Panofsky, Oppenheimer avait été attaqué pour avoir assumé la responsabilité et pour avoir eu le courage de proférer une voix indépendante de la raison en réponse". au conformisme insensé de l'époque. Bien qu'il n'ait jamais été formellement poursuivi pour quelque acte répréhensible que ce soit, ce scientifique autrefois célèbre est largement discrédité dans la sphère publique pour son point de vue « humaniste ». Pour Panofsky, l'affaire en dit long sur l'anti-intellectualisme et la l’étroitesse du consensus politique national en Amérique à l’époque. ».

### Polémique sur les ordinateurs de John von Neumann
John von Neumann et d'autres développent l'architecture des ordinateurs modernes (le concept d'« ordinateur à programme stocké ») alors qu'ils travaillent au projet Manhattan. Après la guerre, son équipe construit certains des tout premiers ordinateurs de l’Institute for Advanced Study. Leur implémentation est controversée et Cherniss raconte plus tard qu'il est l'un des humanistes opposés au projet de von Neumann : « Avec le recul, il y avait certainement de très bonnes raisons de construire la machine. J'étais néanmoins contre. L'ordinateur n'avait rien à voir avec le but pour lequel l'Institut a été fondé. L'ordinateur était une entreprise pratique mais l'Institut n'a pas été conçu comme un lieu pour quoi que ce soit de pratique. ».
Après la mort de von Neumann en 1957, la faculté organise un comité pour mettre fin au projet. Tous les professeurs permanents se réunissent dans le salon d'Oppenheimer. Comme l'explique Cherniss, « C'était à l'époque où nous faisions les choses avec du bon sens. Tout se faisait sans formalité. ». Une fois la décision finale prise, Cherniss  élabore : « Mais nous avons adopté une motion plus générale. C'était une déclaration selon laquelle il n'y aurait pas de science expérimentale, pas de laboratoires d'aucune sorte à l'Institut. ». Dans son histoire, Ed Régis remarque : « Et ainsi il en a été depuis. Les pères célestes platoniciens [c'est-à-dire les partisans de l'approche abstraite et théorique de l'Institut] avaient triomphé. » Un autre membre du corps professoral, le physicien Freeman Dyson, se contente de déclarer : « C'est la revanche des snobs »..

### Les dernières années
Le théoricien de la littérature George Steiner rappelle une anecdote sur sa visite à l'Institute for Advanced Study qui donne un aperçu des années passées là-bas par Cherniss :
« Je suis donc allé déjeuner avec [le diplomate] George Kennan et Erwin Panofsky et le grand érudit de Platon, Harold Cherniss. Ensuite Cherniss m'a invité dans son beau bureau et, alors que nous commencions à discuter, Oppenheimer est entré dans la pièce et s'est assis sur la table derrière nous. C'est l'une des astuces les plus cruelles et les plus brillantes : elle vous rend maître de la situation, et les personnes qui ne peuvent pas vous voir lorsque vous leur parlez sont complètement impuissantes. La maîtrise d'Oppenheimer dans ces mouvements histrioniques était incroyable. Cherniss me montrait comment il éditait un passage de Platon avec une lacune et essayait de la combler. Quand Oppenheimer m'a demandé ce que je ferais avec un tel passage, j'ai commencé à trébucher et il a répondu : "Eh bien, c'est très stupide. Un bon texte devrait avoir des blancs." Là, je me suis mis en colère joyeusement : « De tous les clichés pompeux », ai-je dit. "Tout d'abord, c'est une citation de Mallarmé, comme vous, monsieur, devez le savoir. Deuxièmement, c'est le genre de paradoxe avec lequel on peut jouer en attendant que les vaches rentrent de la transhumance. Mais quand on vous demande de faire une édition d'un texte de Platon, pour nous, êtres humains ordinaires, je suis très reconnaissant si les vides sont comblés. » Oppenheimer a superbement riposté. Il a répondu : "Non, précisément en philosophie, il faut en savoir plus qu'en poésie. C'est le manque implicite qui stimule l'argumentation." ».
Cherniss discute de la philosophie de la Renaissance avec le physicien Wolfgang Pauli, ami de l'historien de l'art Erwin Panofsky, à l'Institute for Advanced Study.
Cherniss prend la parole lors d'un service commémoratif pour Erwin Panofsky, un collègue de l'Institute for Advanced Study, et déclare que « les joies fortes mais subtiles de l'amitié qu'il a offertes en privé sont trop sensibles pour supporter l'expression… »

David Keyt passe un an à l'Institut en 1983-1984, alors que Cherniss approche ses quatre-vingts ans, et se souvient que :
« Harold Cherniss était professeur émérite à l'Institut lorsque je suis arrivé, même s'il avait toujours un bureau et y venait tous les jours. (À quoi ressemble la retraite dans un institut de recherche ? Cherniss a fait remarquer un jour que cela revenait simplement à voir son salaire réduit de moitié.) Il passait la plupart de son temps à maintenir sa bibliographie élaborée sur Platon, saisissant soigneusement les informations sur chaque nouveau livre et article. sur une fiche. Il était toujours vif et j'étais heureux de pouvoir discuter de Platon avec lui… ».
Cherniss travaille à l'Institute for Advanced Study jusqu'à sa disparition en 1987. Selon un article paru dans le journal local, il est décédé "après une longue maladie" au centre médical de Princeton et "... préparait le deuxième volume [de la Critique d'Aristote sur Platon et l'Académie ] lorsque la maladie l'a rattrapé." Dans ses mémoires, Leonardo Tarán déclare que « ce pays a perdu l'un de ses plus grands hellénistes et l'histoire de la philosophie grecque antique, l'un de ses plus grands érudits au cours des deux derniers siècles. ».

### Cercle familial et amical
Harold Cherniss épouse Ruth Meyer Cherniss en 1929. Elle est la fille de Max Meyer (29 mars 1876 – 31 janvier 1953). En 1944, avec M. C. Ritter, il fonde le Fashion Institute of Technology à New York. Max Meyer est natif de Wissembourg, dans le Bas-Rhin, en Alsace, et devient un éminent avocat, fabricant de vêtements et leader syndical à New York. En 1931, il est nommé par Franklin D. Roosevelt, alors gouverneur de New York, à une commission chargée d'étudier l'indemnisation des accidents du travail. En 1937, il devient président de la Commission de stabilisation de la chapellerie. En 1951, il devient président du conseil d'administration et en 1952 président du Fashion Institute of Technology. La mère de Ruth Cherniss est Eugenia Grace Meyer (Goodkuid), née à New York le 1er juin 1878.
Ruth Cherniss est une amie d'enfance et  camarade de classe de Robert Oppenheimer à l'Ethical Cultural School de New York. Elle est étudiante à Berkeley avec Cherniss et obtient sa licence en 1926. L'Université Cornell lui décerne un doctorat en 1933-1934. Elle termine ainsi son doctorat tandis qu'Harold Cherniss est enseignant à Cornell. En 1939, Ruth Cherniss publie un article intitulé The Ancients as Authority in Seventeenth-Century France (« Les Anciens comme autorité dans la France du XVIIe siècle »), dans La Tradition grecque, édité par G. Boas. En 1980, elle écrit un livre sur son père, Max Meyer. Ruth Cherniss était une amie de Kitty, l'épouse d'Oppenheimer. En 1956, Ruth Cherniss est présidente de la section de Princeton de la League of Women Voters. Harold et Ruth Cherniss résident au 98 Battle Road, près de l'Institute for Advanced Study. Ruth Cherniss décède le 11 avril 2000.
Le père de Harold Cherniss, David Benjamin Cherniss naît le 19 mai 1872 à Vinnytsia et décède le 19 décembre 1936 à Los Angeles. Sa seconde épouse est Millie B. Cherniss. La mère de Harold Cherniss, Theresa Cherniss (née Hart), naît le 19 août 1878  en Iowa. Le grand-père de Harold Cherniss, Benjamin Cherniss, et sa grand-mère Bosheva Cherniss sont nés à Vinnytsia vers 1845. Harold Cherniss a un frère nommé Edward Hart Cherniss (1909-1993) et une sœur ndu nom de Lillian Blanche Cherniss.
L'assistante de Cherniss à l'Institut est Gwendolyn Groves Robinson. Elle est la fille du général Leslie Groves, qui est le superviseur militaire du projet Manhattan.

## Récompenses et distinctions
Cherniss est membre de la British Academy, de l'Académie royale des arts et des sciences de Göteborg, de l'Académie royale Flamande de Scis., des Lettres et Beaux Arts de Belgique. Il est membre de l'American Philosophical Society et de l'American Academy of Arts and Sciences,.
Il est titulaire d'un diplôme honorifique de l'Université Brown (LHD) en 1976.

## Publications

### Œuvres
- The Platonism of Gregory of Nyssa (« Le platonisme de Grégoire de Nysse »), Berkeley : University of California Press, 1930[65].
- Aristotle's Criticism of Presocratic Philosophy (« Critique d'Aristote de la philosophie présocratique »), Baltimore : Johns Hopkins Press, 1935[66] ; réimpression : New York : Octagon Books, 1964).
- Aristotle's Criticism of Plato and the Academy (« Critique d'Aristote envers Platon et l'Académie »), Baltimore : Johns Hopkins Press, 1944.
- The Riddle of the Early Academy (« L'énigme de la première académie »), Berkeley : University of California Press, 1945[67].
- Selected Papers (« Articles choisis »), Leiden : Brill, 1977[68].

### Articles
- The Philosophical Economy of the Theory of Ideas (« L'économie philosophique de la théorie des idées »), American Journal of Philology 57 (1936) : 445-456[69].
- Plato as Mathematician (« Platon le mathématicien »), Review of Metaphysics, 4 (1951) : 395-425.
- The Characteristics and Effects of Presocratic Philosophy (« Caractéristiques et conséquences de la philosophie présocratique »), Journal of the History of Ideas 12 (1951) : 319-345.

### Traductions
- Plutarch's Moralia, Vol. 12. (with W. C. Helmbold) (Cambridge, Mass.: Harvard University Press, 1957)[70].
- Plutarch's Moralia, Vol. 13 Part 2. (Cambridge, Mass.: Harvard University Press, 1976)[71].